# Caroline Atkinson

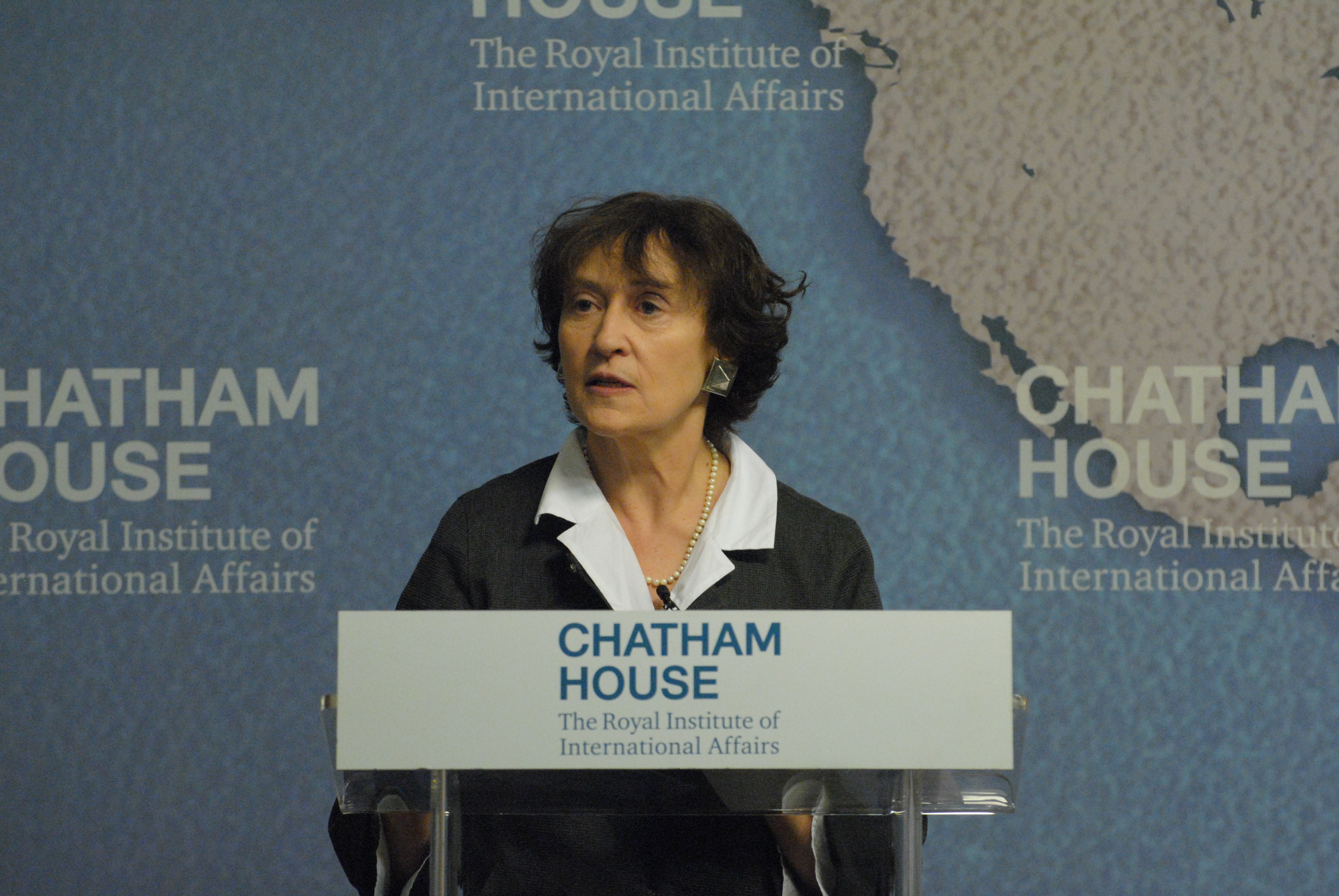
Caroline Atkinson (2015)

Caroline Atkinson (* 1952 in Washington, D.C.) ist eine US-amerikanische Wirtschaftswissenschaftlerin und ehemalige Journalistin. Seit 2013 war sie Stellvertretende Assistentin des damaligen US-Präsidenten, Barack Obama, und seine Stellvertretende Nationale Sicherheitsberaterin für Außenwirtschaft. Sie war Mitglied des Nationalen Sicherheitsrats und des National Economic Council der Vereinigten Staaten.

## Leben
Caroline Atkinson wurde in Washington, D.C. geboren und wuchs in London (England) auf. Ihr Vater war der damalige Chefökonom Großbritanniens.
Atkinson schloss die Oxford-Universität mit einem Bachelor cum laude in Philosophie und Ökonomie, sowie einem Bachelor in Politikwissenschaft ab.
Sie begann ihre Karriere als Journalisten für die Washington Post, den Economist und die Times of London.
Von 1994 bis 1996 war sie als Sonderberaterin für Finanzstabilität und Marktregulierung bei der Bank von England tätig.
Im zweiten Kabinett Clinton war sie von 1997 bis 2001 im Finanzministerium der Vereinigten Staaten für die internationale Währungs- und Finanzpolitik zuständig und zugleich Beraterin der damaligen Finanzminister Robert Rubin und Larry Summers.
In den Jahren bis 2003 war sie als Seniorpartnerin im Council on Foreign Relations tätig.
Von 2003 bis 2005 war sie als Seniordirektorin bei der Investmentberatungsgesellschaft Stonebridge International LLC tätig.
2005 wechselte sie zum Internationalen Währungsfonds, wo sie vom 1. November 2008 bis Juli 2011 Direktorin für Außenbeziehungen war.  Im Vorfeld war Atkinson bereits in verschiedenen Funktionen tätig und zuletzt als Stellvertretende Direktorin für die westliche Hemisphäre zuständig.
Zu Beginn Präsident Obamas erster Präsidentschaft im Jahre 2009 wurde sie hoch gehandelt als mögliche Staatssekretärin für internationale Angelegenheiten im Finanzministerium – obwohl sie wenig Interesse bekundete.

## Politik
Seit August 2011 diente sie Präsident Obama als Besondere Assistentin für internationale Wirtschaftsbeziehungen. Während dieser Zeit spielte sie eine zentrale Rolle in den Reaktionen der Obama-Administration auf die Krise in Europa. Sie unterstützte die Arbeit der G-8 und G-20 und führte die Integrationsbestrebungen als ökonomische Antwort auf den arabischen Frühling an.
Am 21. Juni 2013 berief US-Präsident, Barack Obama, Atkinson zu seiner Stellvertretenden Assistentin und Stellvertretenden Nationale Sicherheitsberaterin für Außenwirtschaft. Diese Aufgaben übernahm sie von Michael Froman, der kurz zuvor zum US-Handelsbeauftragten berufen wurde.
In dieser Funktion repräsentiert sie Obama persönlich bei großen internationalen Wirtschaftsgipfeln, einschließlich der G-8 und G-20. Im Rahmen dieser Aufgabe koordiniert sie unter anderem die politischen Prozesse und ist verantwortlich für deren Durchführung in den Bereichen internationale Wirtschaftsbeziehungen, einschließlich Finanzen, Handel und Investition, Entwicklung, sowie Energie und Umweltschutz.
Ihre erste Aufgabe – noch in der Woche ihres Amtsantritts – bestand darin als sogenannte Sherpa den G-8-Gipfel 2013 in Lough Erne (Fermanagh, Nordirland) vorzubereiten und Themen, wie Steueroasen und Vorschläge zur Handelsbesteuerung, vorzubereitend zu diskutieren.
Am 20. März 2014 verhängte Russland als Gegenmaßnahme zu den US-amerikanischen Sanktionen im Rahmen der Annexion der Krim durch Russland gegen Atkinson und 8 weitere US-Amerikaner Einreiseverbote.

### Stimmen zu ihrer Berufung
Zu ihrer Amtseinführung wurde Barack Obama zitiert mit: „Caroline wird rund um die Welt für ihr Verständnis, wie die globale Wirtschaft funktioniert, für ihre ausdauernden Anstrengungen, ein starkes, ausbalanciertes und nachhaltiges Wachstum zu bewerben, und für ihre Managementerfahrung im Umgang mit internationalen Finanzkrisen respektiert.“
Der ehemalige US-amerikanische Finanzminister, Timothy Geithner, meinte im Vorfeld: „Caroline ist eine erfahre Veteranin auf der Bühne der internationalen Wirtschaft. Sehr versiert in den Nuancen der Politik und im Handwerk der Diplomatie wird sie dem Präsidenten eine hervorragende Beraterin in ihrer neuen Rolle sein.“
Mohamed El-Erian, Geschäftsführer der Pacific Investment Management Company, welche den weltgrößten festverzinslichen Fonds managt, beschrieb die Situation wie folgt: „Es ist sehr wichtig für die Vereinigten Staaten, jemanden wie Caroline in dieser Rolle zu haben. Wir werden eine große globale Neuausrichtung erleben, das ökonomische Zusammenspiel wird sich verändern, Geopolitik wird eine deutlich größere Rolle spielen und multilaterale Institutionen werden nicht aufhören, an der Basis zu rütteln.“
Der Stellvertretende Direktor des Internationalen Währungsfonds, David Lipton, befand: „Caroline wird sich breiter aufstellen müssen, verglichen zu dem, was sie bisher tat – makroökonomische Angelegenheiten – und sich mit einem erweiterten Portfolio präsentieren. Sie kennt alle technischen Themen, sie kennt die Welt und sie wird zeigen, dass sie liefern kann.“

## Weitere Aufgaben
- ehemalige Vorsitzende des Global Economics Roundtable des Council on Foreign Relations[5]
- ehemalige Stellvertretende Vorsitzende des Boards des International Center for Research on Women  (ICRW)[5][Anm. 2]